# Královský palác Venaria
Královský palác Venaria (italsky Reggia di Venaria Reale) je bývalá královská rezidence se zahradami nacházející se ve Venaria Reale, nedaleko Turína v regionu Piemont v severní Itálii. Je jednou ze savojských rezidencí, které byly v roce 1997 zapsány do seznamu světového kulturního dědictví UNESCO. Palác je rozlohou 80 000 m2 jedním z největších na světě.

## Historie a popis
Název pochází z latinského Venatio Regia, což znamená „královský lov“. Savojský vévoda Karel Emanuel II. si přál mít základnu pro své lovecké výlety v turínských kopcovitých rašeliništích, proto v roce 1658 pověřil architekta Amedea di Castellamont jejím vytvořením. Poté, co se v roce 1663 ujal Karel Emanuel vlády nad savojským vévodstvím, měl se palác stát také luxusním sídlem Savojského domu i památníkem jeho samotného a jeho manželky Marie Johanny Savojské, která se za něj provdala v roce 1665.
Hlavní práce na výstavbě areálu byly dokončeny v roce 1675, kdy Karel Emanuel zemřel. Jeho manželka a pak i syn Viktor Amadeus II. v díle pokračovali. V roce 1693 během války o Falcké dědictví, do které se zapojilo i Savojsko, francouzské jednotky bojující za Ludvíka XIV. některé budovy zničily. Po roce 1699 nechal Viktor Amadeus II. palác znovu přestavět; vzorem měl být Versailleský palác. Projekt vedl Michelangelo Garove, součástí byla i úprava zahrad ve francouzském stylu.
Další škody byly způsobeny při obsazení francouzskými vojsky během obléhání Turína v roce 1706. Po smrti Garova dostal projekt na starost v roce 1716 Filippo Juvarra. Ten dokončil kapli sv. Huberta, Velkou galerii (Galleria Grande), oranžerii a stáje, a povýšil palác, který se mezitím stal v roce 1720 i sídlem sardinského krále, na mistrovské barokní dílo.
V roce 1739, tři roky po smrti Juvarry, pověřil Karel Emanuel III. dalšími úpravami Benedetta Alfieriho a palác byl opět rozšířen o nové stáje, galerie a podpůrné budovy. Za vlády Viktora Amadea III. a Karla Emanuela IV. palác nadále sloužil královskému dvoru, dokud se Karel Emanuel IV. v roce 1798 nemusel stáhnout na Sardinii a starý režim tak skončil.
Za napoleonských válek byl celý komplex přeměněn na kasárna a byl pak používán pro vojenské účely. Ze zahrad se stalo cvičiště. Až v roce 1978 (i díky televiznímu pořadu Federica Zeriho) předala italská armáda areál do majetku ministerstva kultury a byla připravována jeho renovace. Restaurátorské práce byly zahájeny v roce 1999 a patřily k největším projektům tohoto druhu v evropské historii (práce v hodnotě více než 280 milionů eur umožnily opravu 250 000 m2 podlahové plochy budov, 1 000 fresek, 9 500 m2 štuk, 800 000 m2 zahradní plochy). Pro veřejnost byl areál otevřen v roce 2007 a od té doby se stal významnou turistickou atrakcí a výstavním prostorem.
Celý komplex zahrnuje zámek a zámecký park o rozloze asi 80 ha. Vstup do areálu z městečka Venaria Reale je na západní straně Náměstí Republiky (Piazza della Repubblica). Na jižní straně tohoto náměstí je kaple svatého Huberta (Chiesa di Sant'Uberto). Hlavní budovy paláce obklopují čestný dvůr s tzv. Jelení fontánou (Fontana del Cervo). Asi 1,5 km dlouhá osa areálu pokračuje záadním směrem přes hlavní palác s Dianiným sálem (Sala di Diana) přes zahradní terasu upravenou ve francouzském stylu k bývalé Herkulově fontáně (Fontana d'Ercole) a pak dlouhým vodním kanálem k dnes již neexistujícímu Dianině chrámu.
V jižnější polovině areálu i po obou stranách vodního kanálu jsou další zahrady upravené rovněž ve francouzském stylu a je tu i rozhledna (Fantacasino). Severně od budov paláce je velká (asi 250 × 50 m) obdélníková vodní plocha (Peschiera).

## Galerie

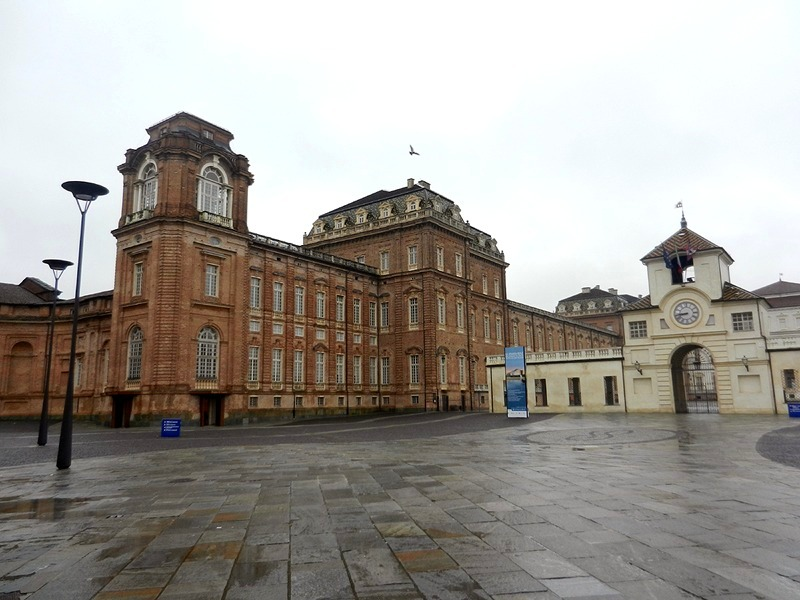
Hlavní vstup do areálu
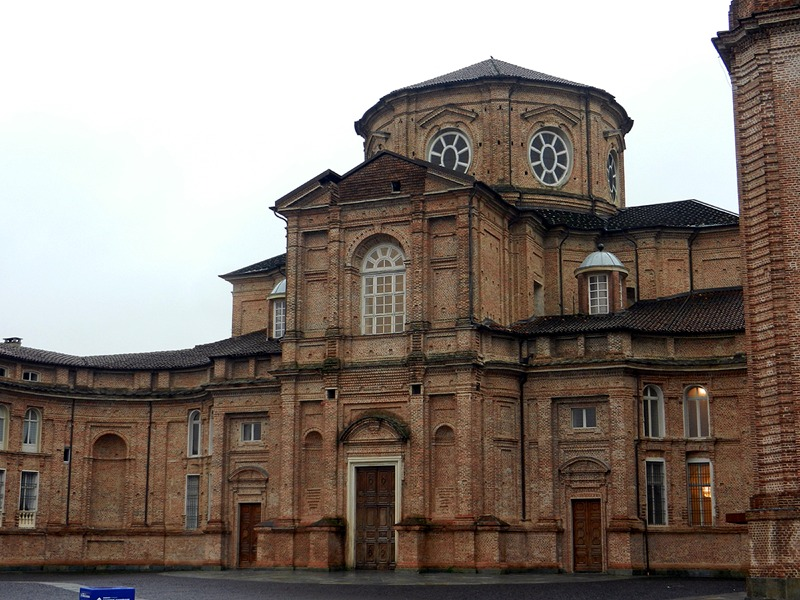
Kaple sv. Huberta
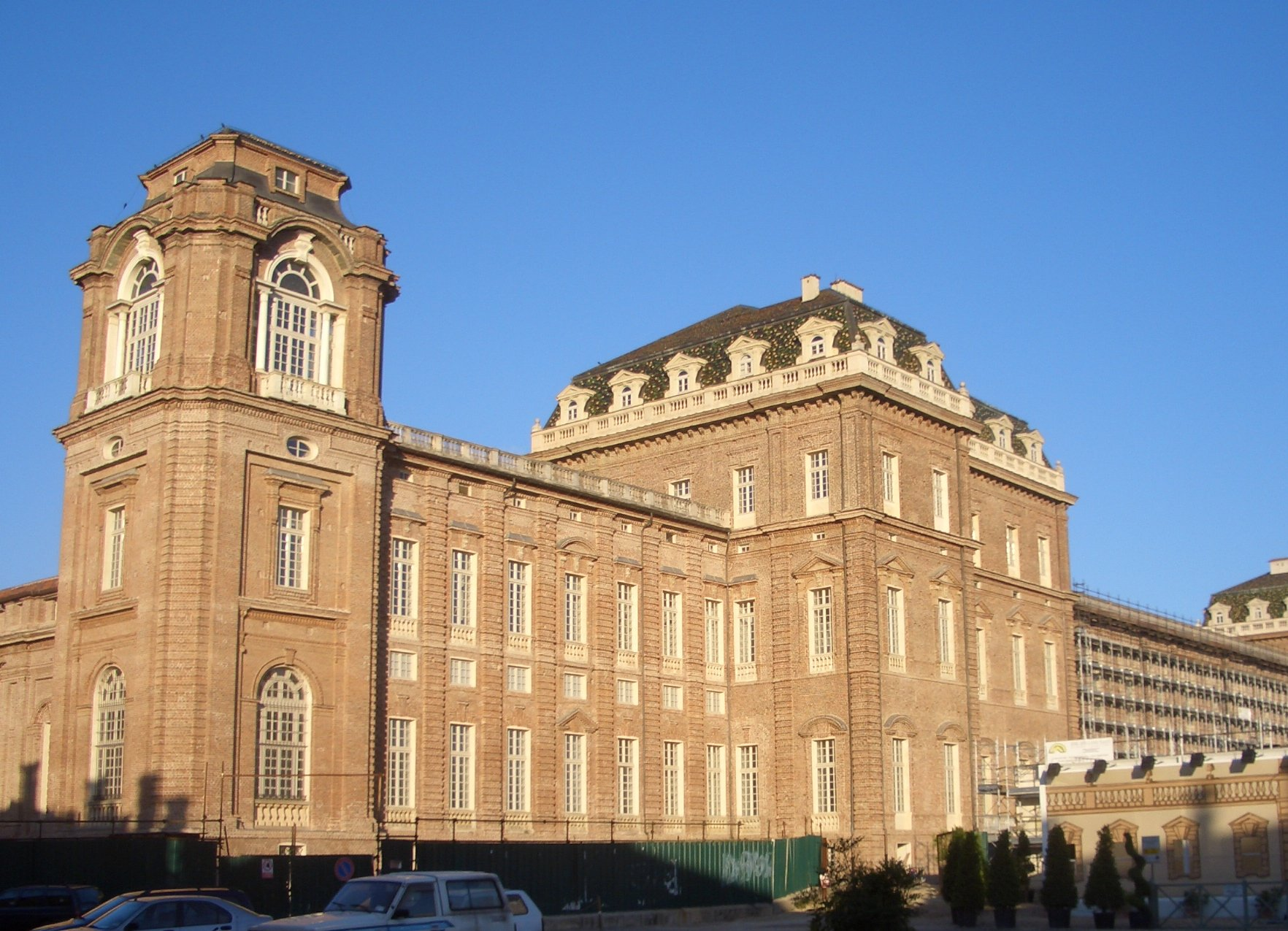
Jižní křídlo
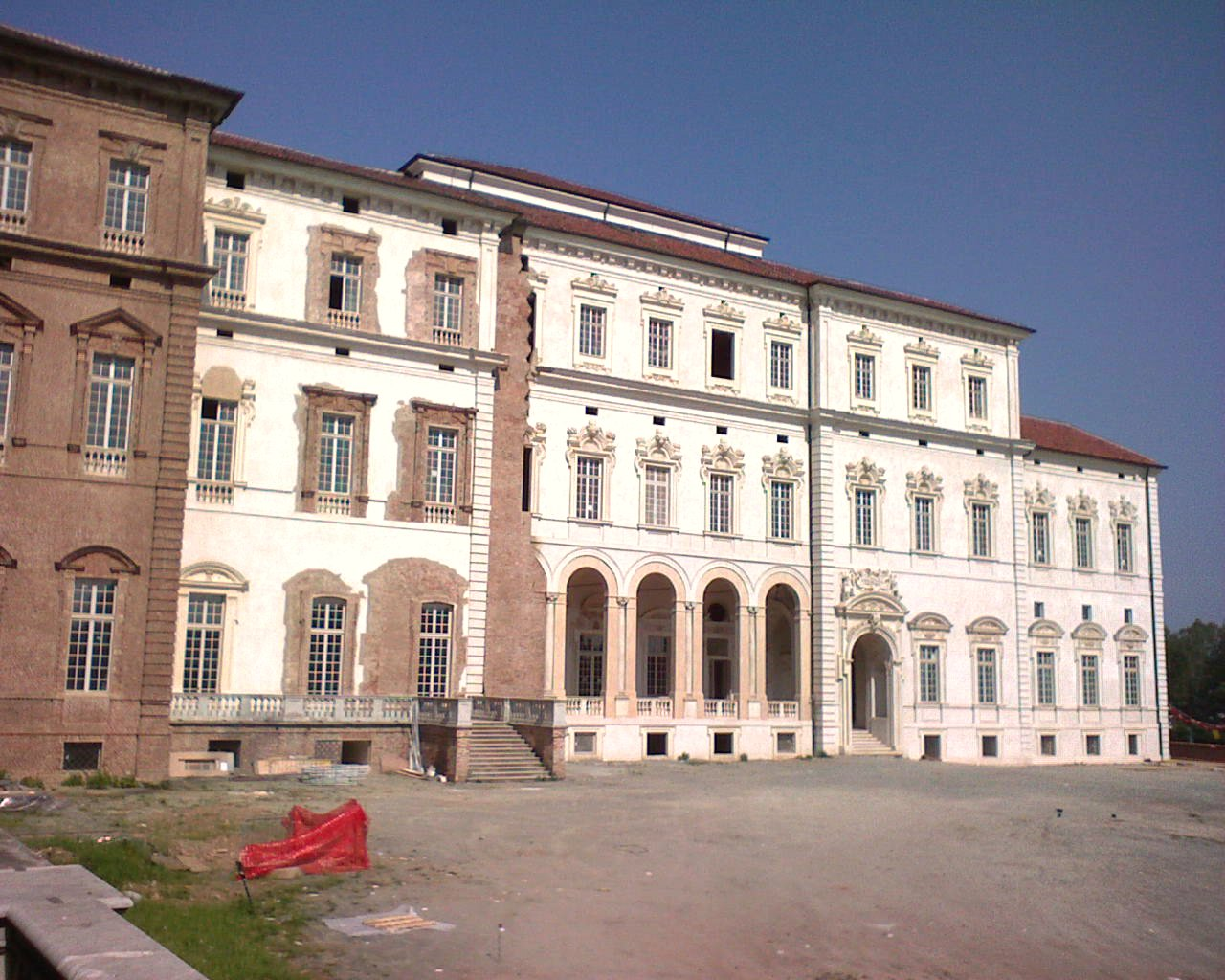
Západní křídlo s Dianiným sálem
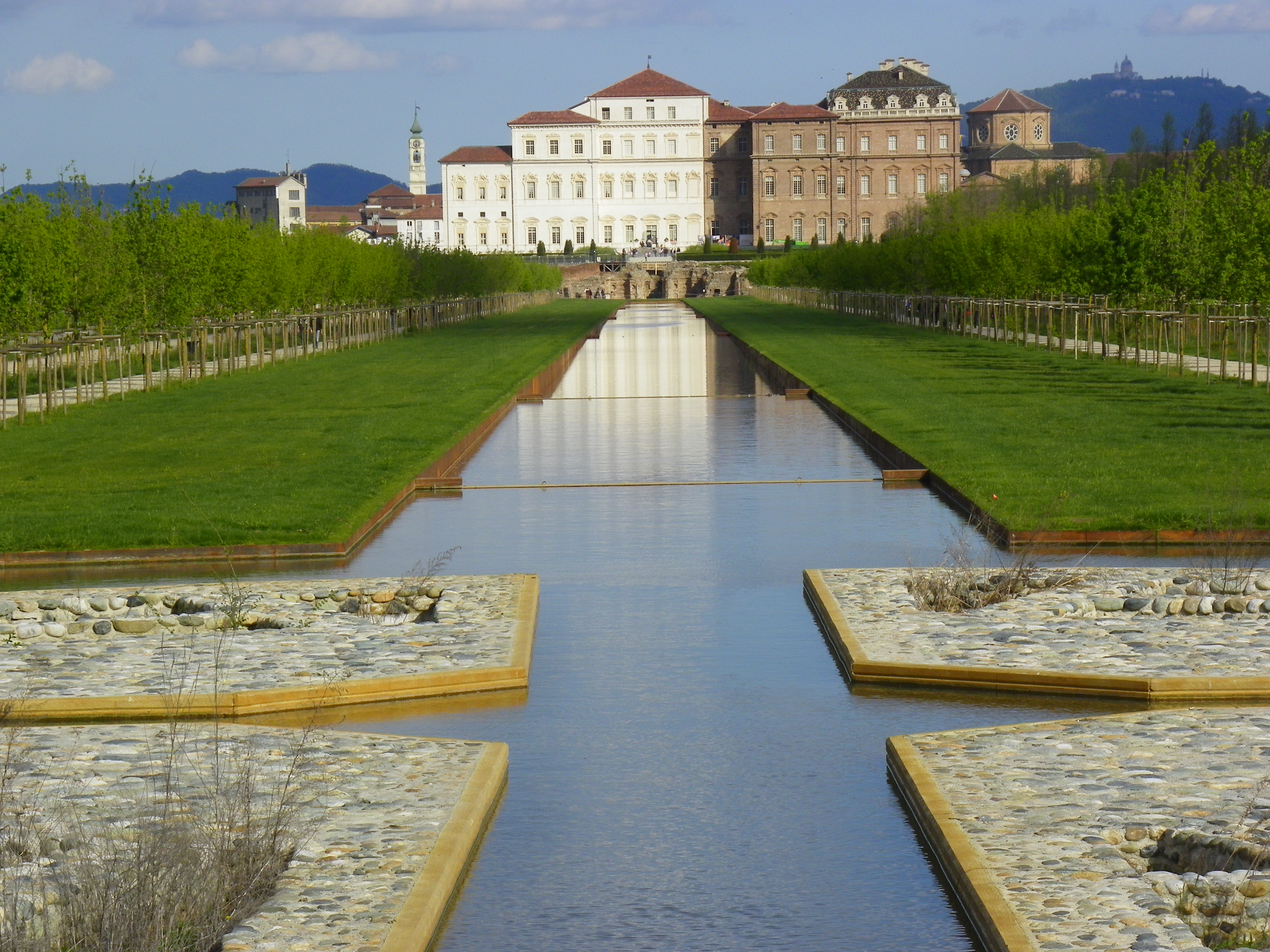
Pohled na palácové budovy od západu
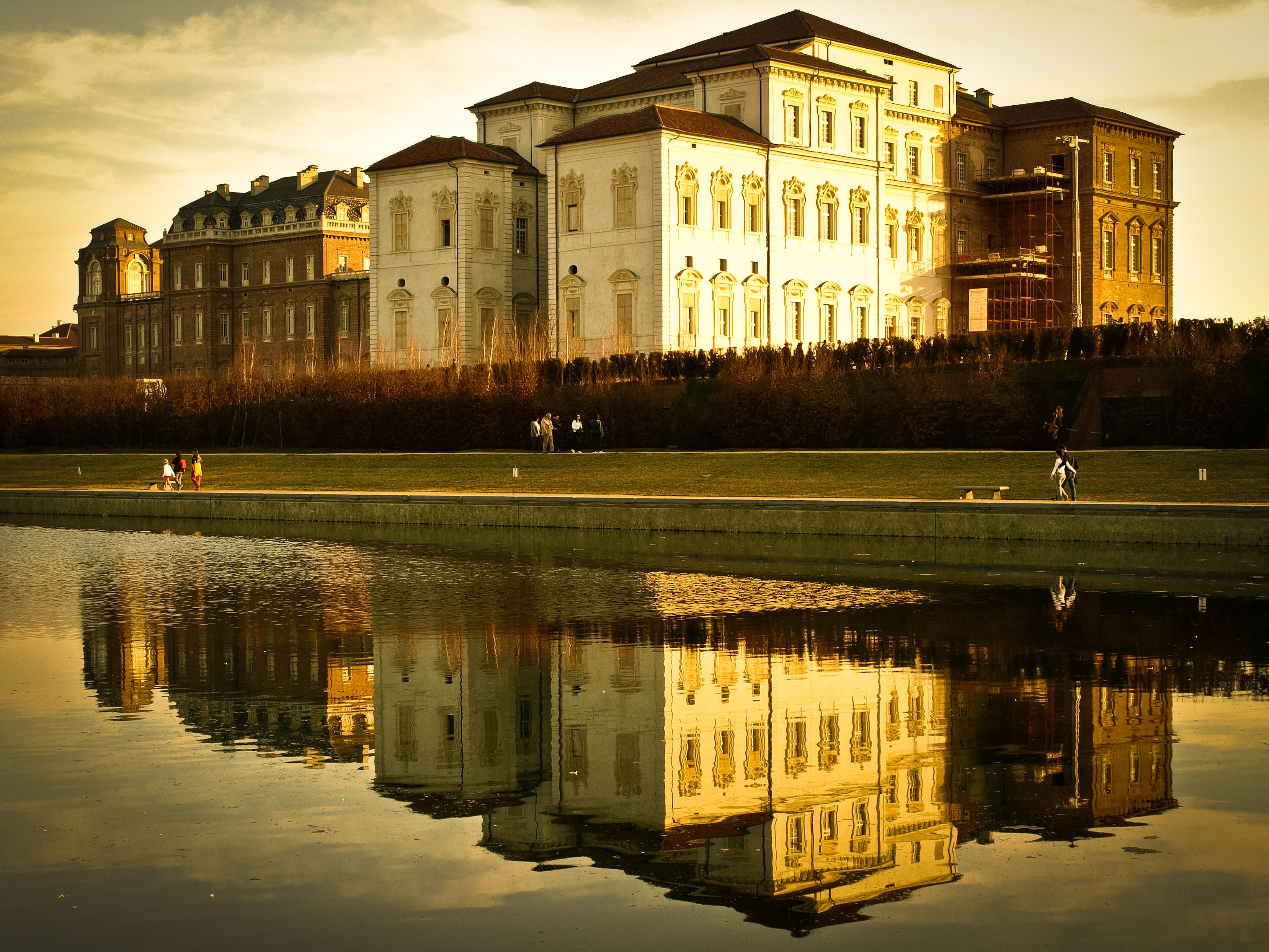
Pohled přes vodní nádrž (od severu)